# Alois Zanaschka

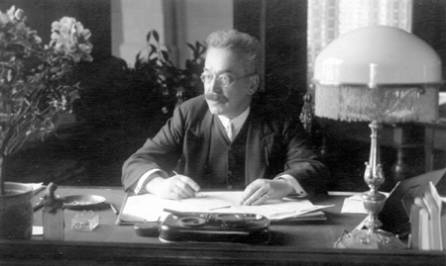
Alois Zanaschka (Bezirksmuseum Meidling)

Alois Zanaschka (* 16. Mai 1870 in Wien; † 16. Dezember 1936 ebenda) war ein sozialdemokratischer Politiker und Bezirksvorsteher von Wien-Meidling.

## Leben
Zanaschka war gelernter Lederarbeiter. Er gehörte zu den Gründungsmitgliedern der sozialdemokratischen Partei SDAP in Meidling. Nach dem Ersten Weltkrieg wurde er der erste sozialdemokratische Bezirksvorsteher Meidlings von 1919 bis 1934. Seinem Heimatbezirk blieb Zanaschka treu, obwohl man ihm einen Stadtratsposten angeboten hatte. Auch seinen Lebensstil veränderte er während seiner Amtszeit nicht.
Nach den Ereignissen des Februar 1934 wurde er durch das Regime des austrofaschistischen Ständestaates politisch verfolgt und wurde im Anhaltelager Wöllersdorf interniert. Zwar wurde er wegen seiner angegriffenen Gesundheit nach einem halben Jahr wieder auf freien Fuß gesetzt, war aber dennoch weiterhin Repressalien ausgesetzt, die schließlich 1936 zu seinem Tode führten.

## Bedeutung
Als erster sozialdemokratischer Bezirksvorsteher konnte Zanaschka zahlreiche Verbesserungen für die Bevölkerung des Bezirks erreichen. Der soziale Wohnbau des Roten Wien fand in Meidling einen Schwerpunkt durch die Errichtung zahlreicher großer Gemeindebauten. In seiner Amtszeit wurde das Ratschkybad errichtet und der Meidlinger Markt umgebaut. Auf kulturellem Gebiet wurde unter ihm das erste Bezirksmuseum Wiens gegründet.
1970 wurde ihm zu Ehren die Zanaschkagasse in Wien-Meidling benannt.